# Psicologia comparata
La psicologia comparata studia, attraverso un metodo "comparativo" il comportamento, l'istinto e la dinamica delle emozioni delle diverse specie animali, incluso l'uomo. Si origina dal presupposto che esista una possibilità di comparazione dell'attività psichica interspecifica e può essere considerata parte dell'etologia.
La dicitura psicologia animale comparata esprime un oggetto d'indagine diverso da quello contenuto nell'accezione psicologia animale e comparata, in quanto la prima si occupa delle comparazioni psicologiche nelle specie animali, soprattutto nei mammiferi, mentre la seconda studia non solo la psicologia animale, ma le similitudini e le discrepanze comportamentali tra l'animale e l'uomo.
Recentemente la comunità scientifica presta particolare attenzione alla psicologia della relazione uomo-animale, disciplina che sta assumendo ormai una dignità a sé stante nell'ambito delle scienze umane, in quanto viene ad interessare diversi settori dell'agire psicologico: dalla pet therapy (una sorta di psicoterapia che prevede l'utilizzo di un animale), ad alcune tecniche di laboratorio che vedono l'impiego di animali da esperimento, all'educazione del proprietario dell'animale d'affezione.